# Campionato mondiale di roller derby maschile 2016
Il campionato mondiale di roller derby maschile 2016, seconda edizione di tale competizione (World Cup), si terrà a Calgary, in Canada, dal 18 al 24 luglio 2016 . La competizione ha ottenuto il riconoscimento ufficiale della MRDA (a sua volta riconosciuta dagli organizzatori come l'organismo rappresentativo del roller derby maschile a livello mondiale) e della FIRS.

## Impianti
Distribuzione degli impianti del campionato mondiale di roller derby maschile 2016
| Calgary                   |
| ------------------------- |
| Acadia Recreation Complex |
|                           |
| Capacità:                 |
| Altitudine: 1 048 mslm    |
|                           |

## Partecipanti
| Nazione     | Leghe di provenienza dei giocatori |
| ----------- | ---------------------------------- |
| Argentina   |                                    |
| Australia   |                                    |
| Belgio      |                                    |
| Canada      |                                    |
| Cile        |                                    |
| Colombia    |                                    |
| Finlandia   |                                    |
| Francia     |                                    |
| Galles      |                                    |
| Germania    |                                    |
| Giappone    |                                    |
| Inghilterra |                                    |
| Irlanda     |                                    |
| Italia      |                                    |
| Messico     |                                    |
| Paesi Bassi |                                    |
| Porto Rico  |                                    |
| Scozia      |                                    |
| Spagna      |                                    |
| Stati Uniti |                                    |
| Sudafrica   |                                    |
| Svezia      |                                    |

## Sorteggio
La composizione dei gironi è stata effettuata nel seguente modo: le prime 4 classificate del Mondiale 2014 sono state inserite come teste di serie numero 1 nei gironi da 1 a 4; le classificate fra il 5º e l'8º posto del 2014 sono teste di serie numero 2 (inserite in senso inverso; dal momento che non è stata giocata una finale 7º-8º posto, la settima e l'ottava classificata saranno decise per sorteggio fra le due nazionali giunte a pari merito). Le altre nazionali sono state suddivise in due urne - Europa e Resto del Mondo - e sono andate a completare i quadri in modo che in nessun girone siano presenti più di 3 squadre provenienti dalla stessa area. Sono stati così composti 2 gruppi da 5 squadre e 2 gruppi da 6 squadre.
| Urna Europa | Urna Resto del Mondo |
| ----------- | -------------------- |
| Belgio      | Cile                 |
| Finlandia   | Colombia             |
| Germania    | Giappone             |
| Irlanda     | Messico              |
| Italia      | Porto Rico           |
| Paesi Bassi | Sudafrica            |
| Spagna      |                      |
| Svezia      |                      |

## Gironi
| Gruppo 1 (Rosso) | Gruppo 2 (Arancione) | Gruppo 3 (Verde) | Gruppo 4 (Blu) |
| ---------------- | -------------------- | ---------------- | -------------- |
| Stati Uniti      | Inghilterra          | Canada           | Francia        |
| Scozia           | Argentina            | Galles           | Australia      |
| Messico          | Svezia               | Germania         | Porto Rico     |
| Giappone         | Italia               | Spagna           | Paesi Bassi    |
| Irlanda          | Cile                 | Colombia         | Belgio         |
| Finlandia        | [ 2 ]                |                  |                |

## Risultati e classifiche
Nelle tabelle: P.ti = Punti; % = Percentuale di vittorie; G = Incontri giocati; V = Vittorie; S = Sconfitte; PF = Punti fatti; PS = Punti subiti; DP = Differenza punti.
Legenda:

      Qualificata agli ottavi di finale
      Qualificata al turno di consolazione
      Eliminata

### Fase a gironi

#### Gruppo Rosso

##### Classifica
| Squadra     | G | V | S | PF | PS | DP |
| ----------- | - | - | - | -- | -- | -- |
| Stati Uniti | 0 | 0 | 0 | 0  | 0  | 0  |
| Irlanda     | 0 | 0 | 0 | 0  | 0  | 0  |
| Finlandia   | 0 | 0 | 0 | 0  | 0  | 0  |
| Messico     | 0 | 0 | 0 | 0  | 0  | 0  |
| Scozia      | 0 | 0 | 0 | 0  | 0  | 0  |
| Giappone    | 0 | 0 | 0 | 0  | 0  | 0  |

##### Risultati
| Calgary 21 luglio 2016, ore 11:00 Incontro 5 | Stati Uniti | 252 – 3 | Scozia | Acadia Recreation Complex - Pista 1 |

| Calgary 21 luglio 2016, ore 12:00 Incontro 7 | Giappone | – | Messico | Acadia Recreation Complex - Pista 1 |

| Calgary 21 luglio 2016, ore 13:00 Incontro 9 | Finlandia | – | Irlanda | Acadia Recreation Complex - Pista 1 |

| Calgary 21 luglio 2016, ore 15:00 Incontro 14 | Giappone | – | Stati Uniti | Acadia Recreation Complex - Pista 2 |

| Calgary 21 luglio 2016, ore 16:00 Incontro 16 | Finlandia | – | Scozia | Acadia Recreation Complex - Pista 2 |

| Calgary 21 luglio 2016, ore 17:00 Incontro 18 | Irlanda | – | Messico | Acadia Recreation Complex - Pista 2 |

| Calgary 21 luglio 2016, ore 20:00 Incontro 23 | Stati Uniti | – | Messico | Acadia Recreation Complex - Pista 1 |

| Calgary 21 luglio 2016, ore 20:00 Incontro 24 | Scozia | – | Irlanda | Acadia Recreation Complex - Pista 2 |

| Calgary 22 luglio 2016, ore 9:00 Incontro 26 | Giappone | – | Finlandia | Acadia Recreation Complex - Pista 2 |

| Calgary 22 luglio 2016, ore 12:00 Incontro 32 | Irlanda | – | Stati Uniti | Acadia Recreation Complex - Pista 2 |

| Calgary 22 luglio 2016, ore 13:00 Incontro 34 | Messico | – | Finlandia | Acadia Recreation Complex - Pista 2 |

| Calgary 22 luglio 2016, ore 14:00 Incontro 36 | Scozia | – | Giappone | Acadia Recreation Complex - Pista 2 |

| Calgary 22 luglio 2016, ore 17:00 Incontro 41 | Stati Uniti | – | Finlandia | Acadia Recreation Complex - Pista 1 |

| Calgary 22 luglio 2016, ore 18:00 Incontro 43 | Irlanda | – | Giappone | Acadia Recreation Complex - Pista 1 |

| Calgary 22 luglio 2016, ore 19:00 Incontro 45 | Messico | – | Scozia | Acadia Recreation Complex - Pista 1 |

#### Gruppo Arancione

##### Classifica
| Squadra     | G | V | S | PF | PS | DP |
| ----------- | - | - | - | -- | -- | -- |
| Argentina   | 0 | 0 | 0 | 0  | 0  | 0  |
| Cile        | 0 | 0 | 0 | 0  | 0  | 0  |
| Inghilterra | 0 | 0 | 0 | 0  | 0  | 0  |
| Italia      | 0 | 0 | 0 | 0  | 0  | 0  |
| Svezia      | 0 | 0 | 0 | 0  | 0  | 0  |

##### Risultati
| Calgary 21 luglio 2016, ore 11:00 Incontro 6 | Argentina | – | Cile | Acadia Recreation Complex - Pista 2 |

| Calgary 21 luglio 2016, ore 12:00 Incontro 8 | Inghilterra | – | Svezia | Acadia Recreation Complex - Pista 2 |

| Calgary 21 luglio 2016, ore 16:00 Incontro 15 | Cile | – | Italia | Acadia Recreation Complex - Pista 1 |

| Calgary 21 luglio 2016, ore 17:00 Incontro 17 | Inghilterra | – | Argentina | Acadia Recreation Complex - Pista 1 |

| Calgary 22 luglio 2016, ore 9:00 Incontro 25 | Italia | – | Argentina | Acadia Recreation Complex - Pista 1 |

| Calgary 22 luglio 2016, ore 10:00 Incontro 27 | Svezia | – | Cile | Acadia Recreation Complex - Pista 1 |

| Calgary 22 luglio 2016, ore 13:00 Incontro 33 | Cile | – | Inghilterra | Acadia Recreation Complex - Pista 1 |

| Calgary 22 luglio 2016, ore 14:00 Incontro 35 | Svezia | – | Italia | Acadia Recreation Complex - Pista 1 |

| Calgary 22 luglio 2016, ore 17:00 Incontro 42 | Italia | – | Inghilterra | Acadia Recreation Complex - Pista 2 |

| Calgary 22 luglio 2016, ore 18:00 Incontro 44 | Svezia | – | Argentina | Acadia Recreation Complex - Pista 2 |

#### Gruppo Verde

##### Classifica
| Squadra  | G | V | S | PF | PS | DP |
| -------- | - | - | - | -- | -- | -- |
| Canada   | 0 | 0 | 0 | 0  | 0  | 0  |
| Colombia | 0 | 0 | 0 | 0  | 0  | 0  |
| Spagna   | 0 | 0 | 0 | 0  | 0  | 0  |
| Germania | 0 | 0 | 0 | 0  | 0  | 0  |
| Galles   | 0 | 0 | 0 | 0  | 0  | 0  |

##### Risultati
| Calgary 21 luglio 2016, ore 9:00 Incontro 1 | Canada | – | Germania | Acadia Recreation Complex - Pista 1 |

| Calgary 21 luglio 2016, ore 10:00 Incontro 3 | Galles | – | Colombia | Acadia Recreation Complex - Pista 1 |

| Calgary 21 luglio 2016, ore 13:00 Incontro 10 | Colombia | – | Canada | Acadia Recreation Complex - Pista 2 |

| Calgary 21 luglio 2016, ore 14:00 Incontro 12 | Spagna | – | Germania | Acadia Recreation Complex - Pista 2 |

| Calgary 21 luglio 2016, ore 18:00 Incontro 19 | Colombia | – | Spagna | Acadia Recreation Complex - Pista 1 |

| Calgary 21 luglio 2016, ore 19:00 Incontro 21 | Galles | – | Canada | Acadia Recreation Complex - Pista 1 |

| Calgary 22 luglio 2016, ore 10:00 Incontro 28 | Spagna | – | Galles | Acadia Recreation Complex - Pista 2 |

| Calgary 22 luglio 2016, ore 11:00 Incontro 30 | Germania | – | Colombia | Acadia Recreation Complex - Pista 2 |

| Calgary 22 luglio 2016, ore 15:00 Incontro 37 | Germania | – | Galles | Acadia Recreation Complex - Pista 1 |

| Calgary 22 luglio 2016, ore 16:00 Incontro 39 | Canada | – | Spagna | Acadia Recreation Complex - Pista 1 |

#### Gruppo Blu

##### Classifica
| Squadra     | G | V | S | PF | PS | DP |
| ----------- | - | - | - | -- | -- | -- |
| Francia     | 0 | 0 | 0 | 0  | 0  | 0  |
| Australia   | 0 | 0 | 0 | 0  | 0  | 0  |
| Porto Rico  | 0 | 0 | 0 | 0  | 0  | 0  |
| Paesi Bassi | 0 | 0 | 0 | 0  | 0  | 0  |
| Belgio      | 0 | 0 | 0 | 0  | 0  | 0  |

##### Risultati
| Calgary 21 luglio 2016, ore 9:00 Incontro 2 | Australia | – | Belgio | Acadia Recreation Complex - Pista 2 |

| Calgary 21 luglio 2016, ore 10:00 Incontro 4 | Francia | – | Porto Rico | Acadia Recreation Complex - Pista 2 |

| Calgary 21 luglio 2016, ore 14:00 Incontro 11 | Paesi Bassi | – | Australia | Acadia Recreation Complex - Pista 1 |

| Calgary 21 luglio 2016, ore 15:00 Incontro 13 | Porto Rico | – | Belgio | Acadia Recreation Complex - Pista 1 |

| Calgary 21 luglio 2016, ore 18:00 Incontro 20 | Porto Rico | – | Australia | Acadia Recreation Complex - Pista 2 |

| Calgary 21 luglio 2016, ore 19:00 Incontro 22 | Francia | – | Paesi Bassi | Acadia Recreation Complex - Pista 2 |

| Calgary 22 luglio 2016, ore 11:00 Incontro 29 | Belgio | – | Francia | Acadia Recreation Complex - Pista 1 |

| Calgary 22 luglio 2016, ore 12:00 Incontro 31 | Paesi Bassi | – | Porto Rico | Acadia Recreation Complex - Pista 1 |

| Calgary 22 luglio 2016, ore 15:00 Incontro 38 | Australia | – | Francia | Acadia Recreation Complex - Pista 2 |

| Calgary 22 luglio 2016, ore 16:00 Incontro 40 | Belgio | – | Paesi Bassi | Acadia Recreation Complex - Pista 2 |